# Hotel Monteleone
El Hotel Monteleone es un hotel operado y de propiedad familiar ubicado en 214 Royal Street en el Barrio Francés de Nueva Orleans, Luisiana, Estados Unidos. Es el único edificio de gran altura en el interior del Barrio Francés y es bien conocido por su Carousel Piano Bar & Lounge, un bar giratorio.
Construido en 1886 en el estilo arquitectónico Beaux-Arts con un toque ecléctico, el Hotel Monteleone es un hito histórico y miembro de Hoteles Históricos de América, el programa oficial del National Trust for Historic Preservation. El hotel tiene 570 habitaciones, incluidas 50 suites.

## Historia
Antonio Monteleone llegó a Nueva Orleans procedente de Sicilia alrededor del año 1880. Zapatero de oficio, Monteleone instaló una tienda en Royal Street, entonces un centro de comercio y banca.
En 1886, Monteleone compró un pequeño hotel en la esquina de las calles Royal e Iberville. Cuando el Commercial Hotel cercano estuvo disponible para su compra, Monteleone aprovechó la oportunidad para expandirse.
Desde entonces, el Hotel Monteleone ha experimentado cinco ampliaciones importantes. Se agregaron treinta habitaciones en 1903. Luego, en 1908, se agregaron 300 habitaciones más y se cambió el nombre del hotel de Commercial Hotel a Hotel Monteleone. En 1913 muere Antonio Monteleone, y el negocio pasa a manos de su hijo Frank, quien en 1928 añade 200 habitaciones más, un año antes del crack bursátil que presagiaba la Gran Depresión.
Uno de los pocos hoteles de propiedad familiar en la nación que sobrevivió a la Depresión, se mantuvo sin cambios hasta la cuarta expansión en 1954. Ese año se demolió el edificio original y se sentaron las bases para un nuevo edificio que incluiría instalaciones para huéspedes, salones de baile, comedores y salones de cócteles. Frank Monteleone murió en 1958 y fue sucedido por su hijo, Bill. En 1964, la quinta y última gran expansión vio la adición de más pisos, más habitaciones y una Sky Terrace con piscinas y salones de cócteles.
En 2011 Bill murió y su hijo William Jr. se hizo cargo. Sigue siendo uno de los pocos hoteles familiares de larga data en la nación.

## Hito literario
El Hotel Monteleone fue el favorito de muchos autores sureños. Se incluyen referencias al Hotel Monteleone y su Carousel Bar en The Rose Tattoo y Orpheus Descending de Tennessee Williams, Divine Secrets of the Ya-Ya Sisterhood y Little Altars Everywhere de Rebecca Wells, Band of Brothers de Stephen Ambrose, A Piece of My de Richard Ford Heart, A Curtain of Green de Eudora Welty, Capote: A Biography de Gerald Clarke; Owls Don't Blink de Erle Stanley Gardner (escrito bajo el seudónimo de AA Fair), "Night Before Battle" de Ernest Hemingway (publicado en The Complete Short Stories of Ernest Hemingway ), The Voice of the Seven Sparrows de Harry Stephen Keeler y "The Estimación."
Ernest Hemingway, Tennessee Williams y William Faulkner se aseguraron de hospedarse en el Hotel Monteleone durante su visita a Nueva Orleans. Durante una aparición en The Tonight Show, Truman Capote afirmó una vez que nació en el Hotel Monteleone. (No lo estaba; su madre vivió en el hotel durante su embarazo, pero llegó al hospital a tiempo para el nacimiento de Truman.)  Anne Rice, Stephen Ambrose y John Grisham también se han alojado.
En junio de 1999, fue designado monumento literario oficial por la Asociación de Amigos de la Biblioteca. Los hoteles Plaza y Algonquin en la ciudad de Nueva York son los únicos otros hoteles en los EE. UU. que comparten este honor.

## Carousel Bar
El Carousel Piano Bar & Lounge es el único bar giratorio de Nueva Orleans. (Durante algunas décadas, hubo un salón de cócteles giratorio en 2 Canal Street, con vista al río Mississippi.) La barra del carrusel de 25 asientos gira sobre 2.000 grandes rodillos de acero, tirados por una cadena accionada por un 1/4 de caballo (186,4 W) motor a una velocidad constante de una revolución cada 15 minutos.
Durante las décadas de 1950 y 1960,también fue la sede del popular club nocturno el Swan Room, donde actuaron músicos como Liberace y Louis Prima. El Carrusel Bar se instaló originalmente en 1949.

## En películas
- 1999: Doble peligro, protagonizada por Ashley Judd y Tommy Lee Jones. Filmado en el vestíbulo, el frente del hotel y el Carousel Bar transformado en Armani Shop.
- 2004: Glory Road - Una producción de Jerry Bruckheimer. Protagonizada por Josh Lucas, Derek Luke y Jon Voight. Filmado en lobby y también en un set construido en área de almacenamiento. Hotel presentado como elegante lobby de hotel en una ciudad diferente. Se reservó espacio para conferencias para extras.
- 2005: La última vez - Protagonizada por Brendan Fraser y Michael Keaton. Filmado en el lobby, Carousel Bar, Hunt Room Grill, Bagatelle e Engineer.
- 2008: 12 rondas - Protagonizada por John Cena. Filmado en Vieux Carre Suite (n.° 1480), pasillo del piso 14, azotea junto al marqués, sala de calderas, elevador de carga del garaje, vestíbulo y frente del hotel.[6]
- 2017: viaje de chicas